# دامیان یانیکوفسکی
دامیان یانیکوفسکی (به انگلیسی: Damian Janikowski) ورزشکار مرد رشتهٔ کشتی فرنگی متولد ۲۷ ژوئن ۱۹۸۹ در کشور لهستان است. از افتخارات وی میتوان به کسب مدال برنز وزن ۸۴ کیلوگرم فرنگی المپیک ۲۰۱۲ لندن و مدال نقره وزن ۸۴ کیلوگرم مسابقات قهرمانی کشتی جهان ۲۰۱۱ اشاره کرد.